# Olympische Sommerspiele 2012/Radsport – Mountainbike (Männer)
Das Mountainbike-Rennen der Männer bei den Olympischen Spielen 2012 in London fand am 12. August 2012 statt.
Der Tscheche Jaroslav Kulhavý wurde Olympiasieger. Die Silbermedaille gewann Nino Schurter aus der Schweiz und Bronze sicherte sich der Italiener Marco Aurelio Fontana.

## Ergebnis
| Rang | Athlet                    | Nation             | Zeit (h) |
| ---- | ------------------------- | ------------------ | -------- |
| 1    | Jaroslav Kulhavý          | Tschechien         | 1:29:07  |
| 2    | Nino Schurter             | Schweiz            | 1:29:08  |
| 3    | Marco Aurelio Fontana     | Italien            | 1:29:32  |
| 4    | José Antonio Hermida      | Spanien            | 1:29:36  |
| 5    | Burry Stander             | Südafrika          | 1:29:37  |
| 6    | Carlos Coloma             | Spanien            | 1:30:07  |
| 7    | Manuel Fumic              | Deutschland        | 1:30:31  |
| 8    | Geoff Kabush              | Kanada             | 1:30:43  |
| 9    | Alexander Gehbauer        | Österreich         | 1:31:16  |
| 10   | Todd Wells                | Vereinigte Staaten | 1:31:28  |
| 11   | Stéphane Tempier          | Frankreich         | 1:31:30  |
| 12   | Jan Škarnitzl             | Tschechien         | 1:31:48  |
| 13   | Gerhard Kerschbaumer      | Italien            | 1:32:02  |
| 14   | Ondřej Cink               | Tschechien         | 1:32:16  |
| 15   | Samuel Schultz            | Vereinigte Staaten | 1:32:29  |
| 16   | Marek Konwa               | Polen              | 1:32:41  |
| 17   | Rudi van Houts            | Niederlande        | 1:32:53  |
| 18   | Ralph Näf                 | Schweiz            | 1:32:58  |
| 19   | Kevin van Hoovels         | Belgien            | 1:33:01  |
| 20   | Karl Markt                | Österreich         | 1:33:18  |
| 21   | Daniel McConnell          | Australien         | 1:33:22  |
| 22   | Sergio Mantecon-Gutiérrez | Spanien            | 1:33:46  |
| 23   | David Rosa                | Portugal           | 1:33:50  |
| 24   | Rubens Valeriano          | Brasilien          | 1:34:23  |
| 25   | Florian Vogel             | Schweiz            | 1:34:36  |
| 26   | Catriel Soto              | Argentinien        | 1:35:13  |
| 27   | Kōhei Yamamoto            | Japan              | 1:35:26  |
| 28   | Hector Paez               | Kolumbien          | 1:36:02  |
| 29   | Jean-Christophe Péraud    | Frankreich         | 1:37:07  |
| 30   | Marc Bassingthwaighte     | Namibia            | 1:37:17  |
| 31   | Serhij Rysenko            | Ukraine            | 1:37:32  |
| 32   | Piotr Brzózka             | Polen              | 1:38:37  |
| 33   | Periklis Ilias            | Griechenland       | 1:38:51  |
| 34   | Moritz Milatz             | Deutschland        | 1:38:59  |
| 35   | Philip Buys               | Südafrika          | 1:40:11  |
| 36   | Paolo Montoya             | Costa Rica         | 1:41:19  |
| 37   | Jewgeni Petschenin        | Russland           | 1:41:40  |
| 38   | Chan Chun Hing            | Hongkong           | 1:41:59  |
| 39   | Adrien Niyonshuti         | Ruanda             | 1:42:46  |
| 40   | Marios Athanasiadis       | Zypern             | 1:43:25  |
| –    | Tong Weisong              | China              | LAP      |
| –    | Derek Horton              | Guam               | LAP      |
| –    | Sven Nys                  | Belgien            | DNF      |
| –    | Max Plaxton               | Kanada             | DNF      |
| –    | András Parti              | Ungarn             | DNF      |
| –    | Julien Absalon            | Frankreich         | DNF      |
| –    | Liam Killeen              | Großbritannien     | DNF      |
| –    | Robert Förstemann         | Deutschland        | DNS      |
| –    | Michael Vingerling        | Niederlande        | DNS      |
| –    | Sam Bewley                | Neuseeland         | DNS      |